# 国恩祭
国恩祭（こくおんさい）は、兵庫県の旧加古郡・旧印南郡の地域において、毎年春（3月末から5月初頭のいずれか）に行われる臨時の祭り。複数の神社による輪番制で行われる。

## 概要
国恩の「国」は、国家という意味と同時に「郷土」という意味でもあり、「恩」とは地域の繁栄と安泰を願うこと。これを祭るのが国恩祭である。

### 起源
天保4年（1833年）、大飢饉の勃発による人心荒廃を憂いた地域の神職が集い、『祓講』という神社の組合組織をつくり臨時大祭を行ったのが始まりといわれる。
現在22の神社が加盟し、輪番で行われる。
- 加古（旧加古郡）
  - 高砂神社（高砂市）
  - 泊神社（加古川市）
  - 尾上神社（加古川市）
  - 浜の宮天神社（加古川市）
  - 荒井神社（高砂市）
  - 国安天満神社（稲美町）
  - 崎宮神社（加古川市）
  - 御厨神社（明石市）
  - 粟津天満神社（加古川市）
  - 野口神社（加古川市）
  - 阿閇神社（播磨町）
- 伊奈美（旧印南郡）
  - 日岡神社（加古川市）※
  - 稲根神社（加古川市）※
  - 生石神社（高砂市）
  - 湊神社（姫路市）
  - 曽根天満宮（高砂市）
  - 志方八幡宮（加古川市）
  - 大塩天満宮（姫路市）
  - 平之荘神社（加古川市）
  - 神吉八幡神社（加古川市）
  - 上之庄神社 （加古川市）
  - 宗佐厄神八幡神社（加古川市）※

※旧加古郡地域だが、便宜上、伊奈美（旧印南郡）とされている。